# Rivière Gabriel
Pour les articles homonymes, voir Gabriel.
La rivière Gabriel est un affluent de la rive est de la rivière du Pin laquelle coule vers le nord jusqu'à la rive sud de la rivière du Sud (Montmagny) ; cette dernière coule vers le nord-est jusqu'à la rive sud du fleuve Saint-Laurent, dans la région administrative de Chaudière-Appalaches, au Québec, au Canada.
La rivière Gabriel traverse les municipalités régionales de comté (MRC) de :
- Montmagny : municipalité de Saint-Paul-de-Montminy ;
- Bellechasse : municipalité de Saint-Philémon.

## Géographie
La rivière Gabriel prend sa source dans une vallée entourée de montagnes au nord de la Montagne Grande Coulée dans la municipalité de Saint-Paul-de-Montminy dans les Monts Notre-Dame.
À partir de sa source, la rivière Gabriel coule dans une vallée encaissée sur environ 12 km selon les segments suivants :
- vers le nord-ouest, jusqu'à la route du 6e rang ;
- vers l'ouest, jusqu'à la route du 5e rang ;
- vers l'ouest, en passant au sud-ouest du village de Saint-Paul-de-Montminy, jusqu'à la limite entre Saint-Paul-de-Montminy et Saint-Philémon ;
- vers l'ouest, jusqu'à la route Saint-Gabriel ;
- vers l'ouest, jusqu'à la confluence de la rivière du Nord (rivière Gabriel) ;
- vers l'ouest, en longeant la route 216, jusqu'à sa confluence.

La rivière Gabriel se déverse sur la rive est de la rivière du Pin, du côté sud du pont de la route 216.

## Toponymie
Le toponyme Rivière Gabriel a été officialisé le 5 décembre 1968 à la Commission de toponymie du Québec.